# Dear John letter
Een Dear John letter (of Dear John) is in Engelstalige gebieden (voornamelijk in de Verenigde Staten) een handgeschreven brief aan een mannelijke partner waarin zijn vrouw of vriendin hem informeert dat hun relatie voorbij is. Dear John letters worden vaak geschreven vanuit het onvermogen of de onwil om de partner in het gezicht te confronteren. Vooral militairen die uitgezonden zijn staan bekend als ontvangers van de brieven.

## Oorsprong
De exacte oorsprong van de term is niet bekend, wel is bekend dat in de Tweede Wereldoorlog de term veel gebruikt werd onder Amerikaanse militairen die in Europa vochten. Het eerste medium dat de term gebruikte was de Democrat and Chronicle in augustus 1945. De schrijver van een artikel had een brief ontvangen die begon met 'Dear John' (Lieve John). Vervolgens schreef hij hierover in een artikel:
They usually began like that, those letters that told of infidelity on the part of the wives of servicemen... The men called them "Dear Johns".
(Vertaling: Ze beginnen meestal op die manier, de brieven die militairen vertelden over de ontrouw van hun vrouw... de mannen noemden ze "Dear Johns".)
Er zijn echter theorieën dat de term al voor de Tweede Wereldoorlog werd gebruikt. Zo is John al enkele eeuwen een veel voorkomende naam in Amerika en wordt de naam John vaker gebruikt in termen. Zo wordt een anonieme man bijvoorbeeld aangeduid als John Doe of John Smith.

## Dear Jane
De omgekeerde situatie, waarbij een man zijn vrouwelijke partner een brief schrijft, wordt aangeduid als een "Dear Jane letter".